# Congrès universel d'espéranto de 1933
Pour un article plus général, voir Congrès universel d'espéranto.
Le congrès universel d’espéranto de 1933 est le 25e congrès universel d’espéranto, organisé en août 1933, à Cologne en Allemagne. 